# Traulia hainanensis
Traulia hainanensis är en insektsart som beskrevs av Liu, Jupeng och Hongchang Li 1995. Traulia hainanensis ingår i släktet Traulia och familjen gräshoppor. Inga underarter finns listade i Catalogue of Life.